# あんどうさくら
あんどう さくら（1987年3月23日 - ）は、日本の女優、声優。神奈川県出身。血液型はO型。劇団昴所属。

## 出演

### テレビアニメ
- ハピネスチャージプリキュア!（2014年、深大寺まみ）
- NARUTO -ナルト- 疾風伝（2015年、イナホ）
- BEASTARS（2019年 - 2021年、レゴム[3][4]、フラミンゴ） - 2シリーズ[一覧 1]
- TRIGUN STAMPEDE（2023年、メリル・ストライフ[5]）
- ガールズバンドクライ（2024年、井芹涼音）
- 妻、小学生になる。（2024年、担任）

### ゲーム
- 魔法少女大戦ZANBATSU（スサノヒメ）[1]

### ラジオドラマ
- サラリーマンの掟（OL）
- サラリーマンの掟 リターンズ（鈴木）

### 吹き替え
2010年
- ライ・トゥ・ミー 嘘は真実を語る 1:#5（ケリー）
- ザ・パシフィック #3（酒場の女、女、イザベル）#8（列車の女、女性隊員）#10（フィリス、駅の女、会場の女）
- グッド・ワイフ #17（マーシャ）

2011年
- ボストン・リーガル 2:#13（エミリー）
- 紀元前1万年（エバレット/幼少期）
- ボードウォーク・エンパイア 欲望の街 1:#7（オデット）
- ライ・トゥ・ミー 嘘は真実を語る 3:#9（アマンダ）
- 私はラブ・リーガル 2:#12（アビー）

2012年
- インジャスティス〜法と正義の間で〜（ケイト）
- バーディーバディ（ミン・ヘリョン〈イ・ダヒ〉）
- タイタンの戦い（ペシェット/市民/少女）※テレビ朝日版
- ボルジア家 愛と欲望の教皇一族（役者女）
- LAW & ORDER:性犯罪特捜班 1:#12（エミリー）
- アンダーカバー・ボス 社長潜入調査 2:#22（カリーナ、他）
- アンフォゲッタブル 完全記憶捜査 #13（女子学生A、他）
- 美男〈イケメン〉バンド 〜キミに届けるピュアビート〜（イム・スア〈チョ・ボア〉）
- お願い、キャプテン（イ・ジュリ）
- グレイズ・アナトミー 恋の解剖学 8:#20（ホリー）
- マンイーター（シェリー〈ミア・ワシコウスカ〉）
- ヘルプ 〜心がつなぐストーリー〜（レイチェル、レベッカ、他）
- ハリーズ・ロー 裏通り法律事務所 2:#9（マーニー）
- TOUCH/タッチ 1:#5（ノラ）1:#11 （アメリア/無線女）

2013年
- ドウォーク・エンパイア 欲望の街 2:#1（オデット）
- KING兄弟 #56（ナニー）
- 私立探偵ヴァルグ #2 禁断の果実（リサ）
- プライベート・プラクティス 迷えるオトナたち 5:#14
- 高地戦（チャ・テギョン）

2014年
- キリング/26日間（ロージー・ラーセン〈ケイティー・フィンドレイ〉）
- シアター・ナイトメア（アリー）
- やってないってば!（ジャスミン・カン〈パイパー・カーダ〉）
- 進め!?魔法のクリスタル探し隊（エルスペス）
- セルフリッジ 英国百貨店（キティ・ホーキンス）

2015年
- ヘムロック・グローヴ（デスティニー・ルマンセック）
- マップ・トゥ・ザ・スターズ（アガサ・ワイス〈ミア・ワシコウスカ〉）

2016年
- ダークネス（ステファニー・テイラー〈ルーシー・フライ〉）
- デンジャー・コール（パメラ・ミラー〈ミーシャ・バートン〉）

2017年
- ジャック・リーチャー NEVER GO BACK（サマンサ〈ダニカ・ヤロシュ〉）
- スプリット（クレア・ブノワ〈ヘイリー・ルー・リチャードソン〉）

2018年
- RAW 少女のめざめ（ジュスティーヌ〈ギャランス・マリリエ〉）

2019年
- アガサ・クリスティー 無実はさいなむ（ヘスター・アーガイル〈エラ・パーネル〉）

2020年
- レ・ミゼラブル（エポニーヌ〈エリン・ケリーマン〉）

2024年
- 理想のふたり（アメリア・サックス〈イヴ・ヒューソン〉）

- ブラック・ダヴ（エレノア〈ガブリエル・クリーヴィ〉）

### 映画
- テルマエ・ロマエII（2014年、ローマ人の声）

### 舞台
- 宛名のない手紙
- 池袋わが町
- イノセント・ピープル
- 機械じかけのピアノのための未完成の戯曲
- エデンの東
- クルーシブル〜るつぼ〜
- 暗いところで待ち合わせ
- とりつくしま[8]

### CM
- 東芝　ママゴコロ家電 白物家電国産1号機80周年

### その他
- 世界の衝撃ストーリー（声の出演）

### シリーズ一覧
1. ↑  第1期（2019年）、第2期（2021年）